# 矢立峠
矢立峠（やたてとうげ）は、秋田県大館市と青森県平川市の県境にある峠である。標高は258m。
羽後国（旧出羽国）と陸奥国（旧陸奥国（分国前））の国境の一部でもある。

## 概要
峠の東側にある奥羽山脈と西側にある白神山地との中間に位置する。秋田県側へと流れる下内川（米代川水系）と青森県側へと流れる平川（岩木川水系）との分水嶺ともなっている。
古くから林業が盛んで、特に秋田杉の名産地の1つとして知られ、高度経済成長期の頃までは樹齢200年以上・高さ40m以上の天然秋田杉が数多く自生していた。

## 歴史

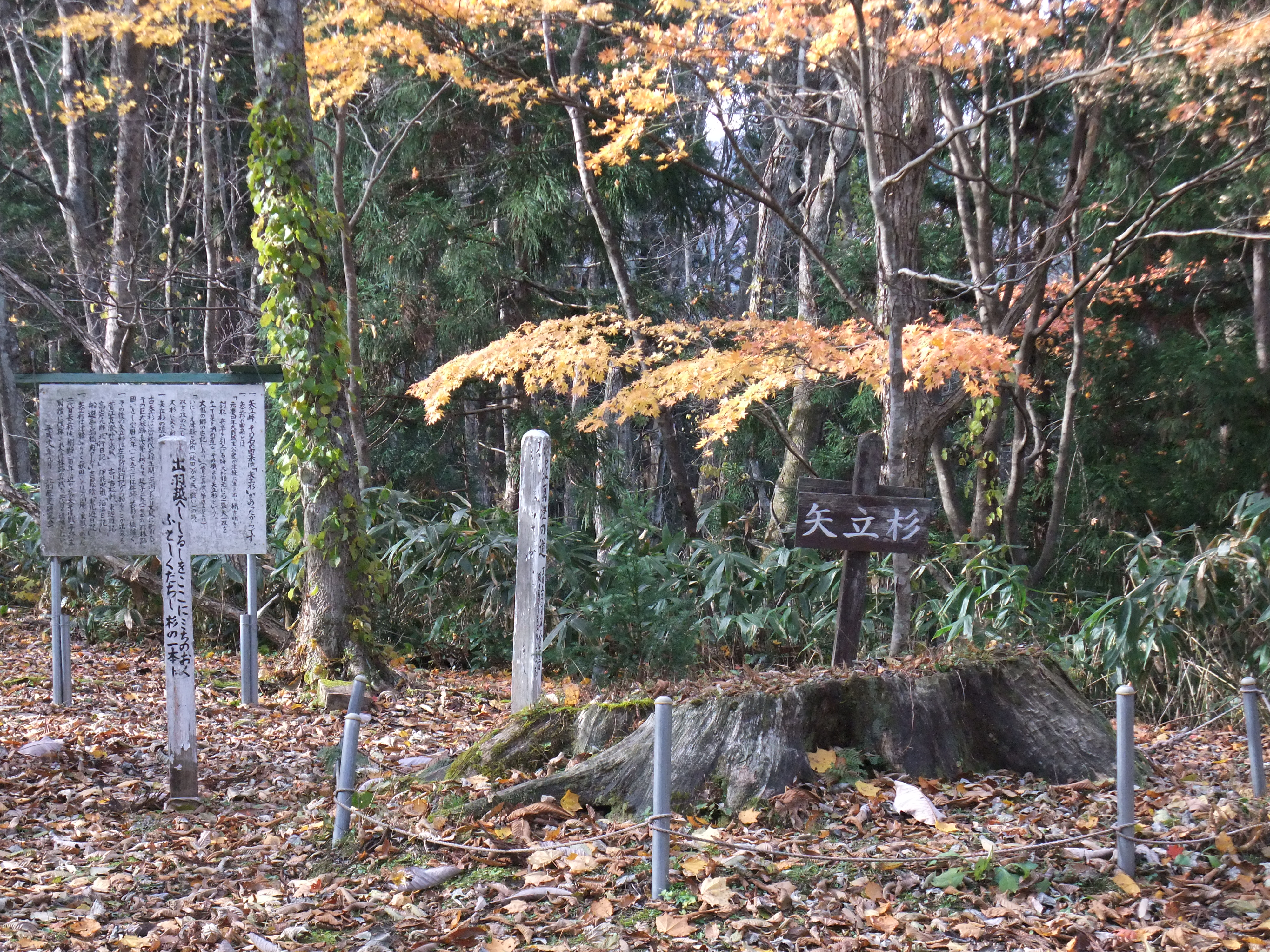
古羽州街道の矢立峠

伝説によると、878年（元慶2年）に、秋田と津軽との境界を決めるために、矢を放ち杉の巨木に突き当たった。その杉を「矢立杉」と名付け、矢立峠の名称の語源とした。矢立杉は津軽藩と秋田藩との境界の標として、柵を設けて保護された。
菅江真澄の『筆のまにまに』によると、「880年（元慶4年）に、大館城主が津軽に軍を出し碇ヶ関の橘吉明を討伐し兵を引き上げる時、大杉の根本に弓一張矢一双を立てて納め置いた。その頃より、この杉を矢立杉という」という話が、大館の郷の古記にあるとしている。
『国典類抄』によると「いにしえ津軽と比内（秋田）が弓矢（戦い）の時、双方攻め込むにあたり、いくさ神へ吉凶を占いとして大杉に矢を射立てたので矢立杉という」としている。
古矢立杉は元禄年間（1688年-1704年）に空洞になり、大風に倒れてしまう。その巨株跡も次第に朽ちて、1748年（享亭3年）に杉株跡に囲いをし、1756年（宝暦6年）には株跡に若杉を植えた。この2代目の矢立杉は樹齢200年に近い太平洋戦争の末期に、伐採されてしまい現在もその株跡が残っている。切り株の跡には、3代目となる若杉が植樹されている。矢立杉の近くの津軽藩領には、津軽藩主が参勤交代の際に休憩するため、御休所（120坪）が作られた。また、その他の茶亭等の建物もあったという。藩主の往還にあたっては、奉行や代官、各種の警護の人々が前日から御休所で待機したという。
1820年には、南部藩（現：岩手県）を脱藩した浪人である下斗米秀之進（後に「相馬大作」の変名を使用）らによる弘前藩藩主狙撃未遂事件（相馬大作事件）の舞台ともされた。この相馬大作事件によって、矢立峠は講談等を通し、全国に知られることになる。しかし、これは吉田松陰の記述を元にした話であって、吉田松陰は事件の場所を誤認していたとも言われる。
1852年閏2月29日、吉田松陰は矢立峠にたどり着き、地元の案内人から相馬大作の一件を確認している。山鹿素水から相馬大作の話を聞いた吉田松陰は、矢立峠まで来てこの件の真実を知りたかった。江戸では相馬大作の津軽藩主の暗殺は成功していたのではないかという噂が流れていたからである。しかし地元の案内人から、相馬大作の暗殺は失敗であったということを松陰は確認した。ただ、案内人は事件の発生地を誤認していた。
その後の矢立峠や矢立杉の様子は以下の紀行文から知ることができる。菅江真澄『外ヶ浜風』、古川古松軒『東遊雑記』、高山彦九郎『北行日記』、伊能忠敬『沿海日記』、船遊亭扇橋『奥のしおり』。伊能忠敬は、矢立峠を通ったとき「取り調べ厳しきこと箱根に及ばす」と記している。
1877年（明治10年）に藩政時代の古街道に代えて、青森と秋田を結ぶ交通の要路として5年がかりで総工費9502円をもって、矢立杉を通らない場所に、明治新道が建設された。
1878年（明治11年）7月31日にイザベラ・バードがこの矢立峠（明治新道）を通って秋田県から青森県に抜けた。イザベラ・バードは矢立峠を褒め称え「日本で今まで見たどの峠よりも、私はこの峠を褒め称えたい」と記述している。
1881年（明治14年）9月11日、明治天皇が東北巡幸した際には、矢立峠（明治新道）を通って青森県から秋田県に入った。峠の御野立所で休憩している。
1889年（明治22年）7月に、青森 - 碇ヶ関 - 大館の乗り合い馬車が開通した。
1892年（明治25年）に新ルート（旧国道）の道路が施工された。

## 周辺
峠の周辺は豊富な温泉に恵まれ、日景温泉や矢立温泉、相乗温泉をはじめとする1軒宿の温泉や、碇ヶ関温泉郷などの小さな温泉郷が点在する。また、秋田県側の大館市長走陣場地区には「道の駅やたて峠」、青森県側の平川市には「道の駅いかりがせき津軽関の庄」がある。いずれの道の駅も国道7号沿いにあり、「道の駅やたて峠」には、「矢立峠温泉」も湧出している。また、「道の駅いかりがせき」にも、「関の庄温泉」と呼ばれる温泉入浴施設があり、温泉の熱を利用した屋内温水プールや温泉資料館なども併設されている。
矢立峠付近は、古くは矢立保護林として伐採を禁じられた天然秋田杉の美林であった。しかし、戦後の復興用として伐採され、皆伐・人工林への転換により、天然秋田杉は国道筋の一部に残るだけとなった。昭和43年に貴重になった天然秋田杉林の保護と矢立峠通行者、周辺温泉湯治客の憩いの場として、国道7号線の両側10haを風致保護林に指定して禁伐とした。現在は矢立峠風景林（レクレーションの森）および保健保安林に指定され、面積は25haに拡大されている。平成9年度には厚生省と林野庁の共同で、健康保養の場としてふさわしいモデル的な森林を「健康保養の森」そして全国35カ所を指定したが、そのうちの1つとして選ばれている。そのため、峠周辺は旧道を含め整備されており、各種の掲示も充実している。
また、矢立峠を基点とした、甚吉森や大日影山、縫戸山への登山縦走路も整備されており、体力に合わせて登山を楽しむことができる。
その他、峠の周辺の観光地としては、秋田県側の大館市長走地区には長走風穴・長走風穴高山植物群落（国の天然記念物。資料館の「長走風穴館」も建っている）などがあり、青森県側の平川市には津軽湯の沢駅の近くに「碇ヶ関御関所」（藩政時代の碇ヶ関関所の建物を復元し、資料館としたもの）があったが、現在は「道の駅いかりがせき」に移設された。

## 交通

### 道路
峠を国道7号が通っている。古来には矢立峠付近は道が通っていなかったが、弘前藩が1586年に山を切り開いて羽州街道を弘前藩まで延伸して峠道が開通した。この峠道は街道の中でも有数の難所の1つであった。弘前藩は街道の延伸と同時に現在の国道7号と国道282号の交点付近にある碇ヶ関御関所の番所を設置したが東海道沿いに設置された関所以上に厳しかったとも言われている。なお、当時の矢立峠は現在の国道7号よりも西に約200 m入った山中を通っており、勾配がきつく険しい道だったため、明治時代に入ると200 mさらに西に明治新道と呼ばれる新道が作られ、それまでの街道を古羽州街道というようになった。
国道7号の秋田県側矢立峠付近は急カーブが連続する線形不良のため、事故率が秋田県内のほかの区間と比べ平均3倍もある。そこで、線形を改良するため改良工事に着手し、2006年12月下旬に峠越えの区間において視距改良工事（バイパス）が完成して供用を開始し、続いて陣場視距改良工事が行われて、緩やかなカーブが続く区間となっている。

### 鉄道
奥羽本線が峠を通る。現在は、矢立トンネルや松原トンネルなどで峠を越える。それまでの旧線は、25/1000（25‰）の急勾配と最小半径300mの急カーブに7つのトンネル（最も長かったのは県境区間の旧第四矢立トンネルで全長702m）などが連続していたため、奥羽本線や大阪 - 青森間の日本海縦貫線でも有数の難所の1つとして知られていた。
蒸気機関車の全盛期には、陣場駅 - 碇ケ関駅間などでD51三重連牽引の貨物列車や補機を連結した旅客列車（客車列車）などが運転された。補機は、主に大館機関区と弘前機関区に配置されたD51（1950年代中期頃までは、D50も補機や貨物列車の本務機として使用されていた）が使用され、陣場駅、碇ケ関駅、ならびに大鰐駅（現・大鰐温泉駅）には、補機の待機用の側線、給炭水設備や駐泊施設などが設置されていた。1960年代中期から1970年までは、補機を連結して峠を越えるD51やC61をはじめとする蒸気機関車などを撮影する鉄道ファンで賑わった。 
なお、青森機関区配置のC60またはC61が牽引を担当した旅客列車（普通列車）のうち、朝一番の普通列車となる大館発・青森行きの623レのみは、（矢立峠越えの区間である陣場 - 碇ケ関間をはさんだ大館 - 弘前間では）客車5両前後の編成で運転されていたため、単機牽引（補機なし）であった。
1960年代初期からは、秋田機関区に配置されたDF50が、秋田 - 青森間の一部の旅客列車（急行列車などの優等列車）や貨物列車の牽引機、ならびに、矢立峠越えの区間での補機として使用された。 
1960年代中期頃からは、秋田機関区や青森機関区に配置されたDD51も、秋田 - 青森間での一部の旅客列車（主に優等列車）の牽引機として使用された。 
1970年9月21日、NHKテレビの紀行ドキュメンタリー番組『新日本紀行』において、「三重連の峠〜秋田・青森県境 矢立峠〜」のタイトルで、矢立峠越えのD51三重連がテーマとして取り上げられた。 
1970年（昭和45年）11月5日、矢立トンネル（全長3,180m。複線断面トンネル。陣場駅 - 津軽湯の沢駅間）開通。矢立峠越えの区間が新線に切り替えられた。以後、C61牽引の旅客列車（普通列車）や荷物列車は、大部分の列車が、補機なしの単機牽引で運転された。一方、D51牽引の貨物列車などには、長い編成で荷重の重い列車を中心に、引き続き、D51の補機（主として後部補機）が大館駅 - 弘前駅間で連結された。
1971年（昭和46年）、松原トンネル（全長2,404m。下り線のみ。白沢駅 - 陣場駅間）開通。
1971年8月25日、秋田 - 青森間の交流電化完成。
1971年9月26日、矢立峠におけるC61やD51の定期運用終了。
日景温泉入り口付近、矢立温泉付近や道の駅やたて峠付近、相乗温泉付近などの国道7号沿いには、旧線跡の遺構（旧赤湯沢川鉄橋をはじめとする橋梁の橋脚や橋台、レンガ積み・石積みのトンネルなど）が、現在も点在する。また、陣場駅の近くにも、国道7号と並行する形で旧第二下内川鉄橋の遺構が現存する。旧陣場駅跡には、蒸気機関車に補給する石炭を貯蔵していたコンクリート製の貯炭槽などの遺構が残る。津軽湯の沢駅の近くには、国道7号を跨ぐ形で建設された旧線のコンクリート高架橋なども残る。